# Vestalinde
Vestalinderne (latin virgines Vestales) var det kvindelige præsteskab i Vestakulten i det gamle Rom. De tjente Vesta, gudinden for hjemmets arne. Vestakulten var Romerrigets statsreligion. Som det eneste fuldtids-præsteskab for en romersk guddom var de meget højt respekterede.

## Kultens alder
Ifølge historikere som Livius blev vestalindernes præsteskab indstiftet under den (muligvis mytiske) kong Numa Pompilius (717-673 f.Kr) og forblev en betydningsfuld del af romersk liv frem til år 394, da den kristne kejser Theodosius 1. fik den hellige ild slukket og lukkede Vesta-templet for altid. Kultens høje alder synes også bekræftet ved sagnet om, at Romulus og Remus' mor, Rhea Silvia, af sin farbror Amulius blev tvunget til at blive vestalinde, så han ikke risikerede besvær med mandlige arvinger efter hende.
I kong Numas tid var der kun to vestalinder, og Plutark navngav de to første som Gegania og Verenia, fulgt af Canuleia og Tarpeia. Under kong Servius Tullius blev antallet fordoblet til fire. Senere igen blev antal vestalinder forøget til seks; og sådan forblev det, indtil templet blev lukket tusind år senere.

## Templet og vestalindernes bolig
Ruinen af Vesta-templet, som vi ser det i dag, er rester af det tempel, som blev restaureret i 191. En række templer på det samme grundstykke var tidligere nedbrændt; første gang, da gallerne indtog Rom i 390 f.Kr. Derefter i 241 f.Kr., da Caecilius Metellus reddede Palladium-figuren og derved blev blind (men senere mirakuløst fik synet tilbage). I 210 f.Kr. blev templet reddet fra at brænde ned, takket være indsats fra tretten slaver; og i 14 f.Kr. var det så nær ved at brænde, at de hellige genstande blev evakueret. I den store brand under Nero i år 64 brændte Vesta-templet igen ned, men blev snart genopbygget; sandsynligvis i første omgang af Nero selv, og senere i 191 af kejserinde Julia Domna, gift med Septimius Severus.
Fra gamle mønter og litterære beskrivelser ved vi, at Vesta-templet altid har været rundt, selv om stil og bygningsmateriale ændrede sig gennem tiderne. Ifølge Ovid havde Vesta-templet oprindeligt stråtag og vægge af flettet siv. Det bekræftes fra arkæologisk hold, at templets runde form skriver sig fra Roms ældste tid, ligesom den stråtækte "Romulus' hytte", der havde stået på Palatinerhøjen fra Roms oldtid, efterhånden som nærmeste nabo til Palatins marmorpaladser. Opfatningen var, at Roms overlevelse afhang af, at ilden på Vestas alter aldrig gik ud; og oprindeligt har den nok været passet af unge piger, sandsynligvis døtre af stammehøvdingen, der for sikkerheds skyld opbevarede stammens ild i sit hjem. Den teori underbygges af, at Vesta-templet lå ved siden af Regia, som mentes at have været præstekongen Numa Pompilius' bolig.
De hytter, de første latinere og etruskere boede i, var runde og af siv. Da sten blev bygningsmateriale, beholdt man den gamle, runde façon; og sådan blev Vesta-templet stående helt til Roms fald som et mindesmærke i marmor over de første, primitive sivhytter. Tre bygninger udgjorde Romerrigets religiøse og moralske tyngdepunkt: Vestas tempel, vestalindernes palads (Atrium Vestae) og Regia (= kongehuset), først det angivelige hjem for de romerske konger; senere bolig for pontifex maximus.
Vestalindernes palads blev grundtype for de kristne nonneklostre; og nonner gik ind i kirkens tjeneste efter et ritual, der lignende novicens optagelse i Vestakulten. I ruinen står en rad statuer langsmed en længst forsvundet søjlegang. Den ene har sit slør, suffibulum, lagt over hovedet; vistnok den eneste overlevende gengivelse af suffibulum. Sløret blev båret kun, når Vesta modtog offer. Vestalindernes soveværelser lå på første sal. Paladset, helt i marmor, var iskoldt om vinteren. Det er den bygning på Forum, der først kommer i skyggen, når vintersolen synker bag Palatinerhøjen. Som fugtspærre fik vestalinderne lagt dobbelte vægge langsmed den side, der vender mod Palatin; og et ekstra gulv i alle rum, besynderligt løst lagt ovenpå overskårne amforaer. Mellem disse halve vinfade cirkulerede varm luft fra et centralvarmeanlæg.

## Udvælgelse og opgaver
En vestalinde blev udvalgt af pontifex maximus, når hun var mellem seks og ti år gammel. Derefter tjente hun kulten i 30 år, og måtte i den tid forblive jomfru. Efter de 30 år stod det hende frit at gifte sig; men de fleste forblev vestalinder livet ud.
Den udvalgte måtte være i den rigtige alder med begge sine forældre i live; være født fri i en respektabel familie og være "fejlfri". Den romerske historiker Tacitus skriver, at Fontinus Agrippa og Domitius Pollio et år tilbød hver sin datter som vestalinde. Begge piger var af ædel byrd; men Pollios datter blev valgt, fordi Fontinus Agrippa var fraskilt, og det var uheldigt for familiens omdømme.
Pigen tog afsked med sine forældre og blev overgivet i pontifex maximus' varetægt. Han var den eneste mand, der havde indflydelse over vestalinderne; og den eneste mand, der havde lov til at træde ind i deres bygning. Sandsynligvis har han også sørget for at fylde paladset med tjenestepiger, som holdt ham underrettet om vestalindernes mindste ord og handling.
Han førte den nye pige ind i vestalindernes hus på Forum Romanum ved Vesta-templet. Her holdt han en højtidelig tale for hende og gav hende titlen Amata. Hendes hår blev klippet af og hængt op i det hellige træ udenfor. Når hendes hår var vokset ud igen, blev det, med udgangspunkt i seks fletninger, sat op i en indviklet frisure, der først for nylig er blevet genskabt. Hun måtte altid gå med en gammeldags tunika af hvid uld. Ved offerritualer bar hun et hvidt, purpurkantet slør, suffibulum, fæstet på brystet med en broche. Anden pynt var ikke tilladt.
De første ti år af vestalindens tjenestetid var læreår. De næste ti år udøvede hun det lærte; og de sidste ti år underviste hun de nyankomne. Hendes pligter indebar først og fremmest på skift at vedligeholde ilden, der brændte i arnen. Ved at vogte flammen, sikrede hun pax deorum, overenskomsten om fred mellem guder og mennesker. Derfor skulle hun også overholde sit kyskhedsløfte og deltage i fejringen af festen vestalia 7.-15. juni. 
Ligesom Pantheon havde Vesta-templet et hul i taget, hvorigennem røgen fra Roms hellige ild steg op til guderne. Gik ilden ud, hvilket forekom få gange i løbet af tusind år, var det det værste af alle varsler. Skyldtes ulykken ikke vådt træ eller voldsomt skybrud, men at vestalinden var faldet i søvn, blev hun klædt nøgen og pisket i mørke af pontifex maximus. Så tændte de ilden igen. 1. marts, det romerske nytår lod man ilden gå ud af sig selv. Da tændtes det nye års flamme med to stykker træ, gnedet mod hinanden. Den samme ceremoni kendes hos ortodokse jøder i Jerusalem til påske.
Alle opgaver skulle udføres med primitive redskaber, som man brugte i forhistorisk tid. Vestalinderne måtte ikke drikke vand, der var løbet gennem rør, men de hentede vand fra nymfen Egerias helligkilde og bar det hjem i en lerkrukke på hovedet. (I senere tid var det i stedet tjenestepiger, der hentede vand.) Vandet måtte ikke sættes på jorden før brug; krukkerne havde en meget spids bund for at forhindre, at de blev sat ned. Det blev opbevaret i en særlig marmorbeholder. Når dette vand blev benyttet til ritualer, var det først renset med salt, som igen var renset efter at være skåret med en jernsav og bagt i en ovn. Vestalinden måtte også lave særlige saltkager, mola salsa (= saltet mel) til Vestalia-festen. Kagerne var lavet af de allerførste aks fra det modnende emmerkorn, knust i en morter ligesom i oldtiden, før man fik kværn. Mola salsa minder meget om oblaterne, der i dag benyttes til nadver.
Templets rituelle rengøring med særlige fejekoste tilfaldt også vestalinderne; og de pyntede templet med laurbær, der blev udskiftet en gang om året: det romerske nytår 1. marts, når Vesta-templets hellige ild blev tændt igen på ældgammelt vis, ved at et stykke træ blev gnedet mod et stykke skåret af et frugttræ, helt til det slog gnister.

## Palladium
På et hemmeligt sted opbevarede vestalinderne Palladium, en af Roms største helligdomme. Det forlød, at det var en lille træfigur af Pallas Athene, som Æneas skulle have taget med fra Troja. Udgravninger har ikke bragt vestalindernes skatte for dagen; men man fandt spor efter senere beboere, først kejsere og dernæst paver; dertil to skatte af guldmønter (hvor den ene var angelsaksisk), utvivlsomt nedgravet under plyndringer af Rom.

## Privilegier
En pensioneret vestalinde var velstående, da hun fik en generøs medgift fra statskassen. Socialt stod hun ikke tilbage for andre end kejserinden; kun kejserinden og vestalinderne måtte køre i vogn i Roms gader. Selv konsuler måtte vige, når en vestalinde kom kørende; og i teatret og til gladiatorkampe sad vestalinderne på særlige pladser helt fremme. Ellers havde romerske kvinder de dårligste pladser - helt bagerst, sammen med slaverne. Vestalinder havde også politisk en enorm påvirkningskraft - det var dem, der reddede Julius Cæsar fra Sullas præskriptioner. Dertil påtog de sig at opbevare testamenter og andre vigtige papirer. Kejser Augustus var blandt dem, der betroede sit testamente til vestalinderne.
Når de var udendørs, gik liktorer foran med fasces; og stødte de tilfældigt på en forbryder på vej til sin henrettelse, blev han benådet. Jomfruen måtte dog sværge på, at mødet var et tilfældigt sammentræf og ikke planlagt. Enhver, som gik under en vestalindes bærestol, når hun blev båret i den, blev henrettet.

## Vestalia
Højtidens første dag, 7. juni, var den eneste dag i året, hvor Vesta-templet stod åbent for andre kvinder. De måtte gå barfodet ind, og deres ofring til Vesta var mest typisk enkel mad frembudt på et fad. Vestalinderne ofrede mola salsa. (Bortset fra pontifex maximus havde mænd slet ikke adgang.) På højtidens sidste dag, 15. juni, tog bagerne og andre, der arbejdede med korn, fri fra arbejde efter at have pyntet udsalg og lokaler med blomsterkranse.

## Samfundets syndebukke
Oprindeligt blev en vestalinde, der brød sit kyskhedsløfte, pisket eller stenet ihjel; men Roms femte konge,
Tarquinius Priscus, skal have forandret det. Da en vestalinde i udgangspunktet var ukrænkelig, var det ikke ønskeligt at udgyde hendes blod; så man gik over til at begrave den skyldige levende. Begravelser var imidlertid ikke tilladt inden for pomerium, Roms hellige bygrænse; men den bestemmelse omgik man ved at mure hende inde i et underjordisk rum i Campus Sceleratus (= Ondskabens mark) lige inden for bymuren ved Porta Collina, hvor hun så døde af "naturlige årsager". I 1872 regnede professor Lanciano sig frem til gravkryptens beliggenhed i Via Goito omkring 40 meter fra indgangen til finansministeriet tæt på Roms banegård Termini.
Vestalinderne kunne tjene som syndebukke, hvis noget gik galt for romerne. Livius omtaler Oppia, der i 483 f.Kr. blev dømt til døden for at have brudt sit kyskhedsløfte; præsterne havde hverken kunnet finde årsagen til gudernes vrede i fuglenes flugt eller offerdyrenes indvolde og drog den slutning, at en vestalinde måtte have gjort noget forkert. I 420 f.Kr. kom vestalinden Postumia i søgelyset for sin livlighed. Hendes rapmundethed førte til, at hun blev anklaget for skørlevned. Postumia blev frikendt, men fik streng besked af pontifex maximus om at være mindre rapmundet og klæde og opføre sig mere værdigt.

I 215 f.Kr. førte forfærdelsen over Roms nederlag i slaget ved Cannae til, at vestalinderne Opimia og Floronia blev anklaget for incestum (= utugt). Den ene blev levende begravet; den anden fik lov til at begå selvmord.
I folkemunde gik der rygter om, at vestalinderne tjente slanger. Måske fordi de havde en vis forbindelse til lægekulten for Asklepios på Tiberøen og kulten omkring gudinden Bona Dea, hvor slangen indgik som et frugtbarhedssymbol. I 121 f.Kr. - da Gajus Gracchus og hans tilhængere blev myrdet - indviede vestalinden Licina et alter i Bona Dea-templet. Det var sandsynligvis årsag til anklagen om brudt kyskhedsløfte i 114 f.Kr. sammen med to andre vestalinder, Aemilia og Marcia, i panikken efter Catos nederlag i Thrakien. Som om det ikke var nok, begyndte Vestas ild at gå ud af sig selv – et sikkert tegn på, at en vestalinde havde brudt sit løfte; og et lynnedslag tog livet af en fornem pige til hest og efterlod hendes svedne kjole trukket op til hofterne. Licina, Aemilia og Marcia blev nu stillet for retten. I første omgang blev kun Marcia dømt. Iført sit begravelsestøj blev hun bundet og sat i en bærestol. Præster fulgte optoget gennem den lamslåede folkemængde til graven. Her vendte præsterne ryggen til, og hun kravlede ned ad en stige til sin grav. Marcia fik en dagsration af mad og drikke med; dertil en lampe. Så blev hun overladt til sin død.
De to andre var frikendt; men en fraktion af senatorer fik dem senere stillet for en særdomstol, hvor de og deres påståede elskere blev dømt.
Vestalinden Tuccia blev udsat for en falsk beskyldning om at have brudt sit kyskhedsløfte. Hun bad om gudindens hjælp i sagen, og Vesta bønhørte hende, så hun kunne bevise sin uskyld ved at hente vand i Tiberen i en si. Flere kunstnere har fundet inspiration i historien, og Elizabeth 1. i egenskab af "jomfrudronning" lod sig afbilde som Tuccia.
Kejser Heliogabalus, som kom på tronen som fjortenårig, ville forene sin syriske solgud med den romerske Vesta, og forfærdede romerne ved at gifte sig med vestalinden Aquilia Severa.
Poeten Prudentius, der levede under kejser Theodosius, skriver, at pontifex havde "taget korset", og vestalinden Claudia var gået i Skt. Laurentius' kloster. Det kan tolkes, som hun er blevet nonne i klostret ved San Lorenzo fuori le Mura i Rom. En vestalindestatue ved templet har fået navn og indskrift skrabet væk. Muligvis kan det dreje sig om Claudia, som i de andre vestalinders øjne må have virket som en forræder af værste slags.

## I kristen tradition
I legenden om St. Agnes hedder det, at hun afviste præfektens søn og fik valget mellem at ofre til Vesta, eller blive sendt til et bordel og behandlet derefter.